# 369 هـ
369 هـ هي سنة في التقويم الهجري امتدت مقابلةً في التقويم الميلادي بين سنتي 979 و980.

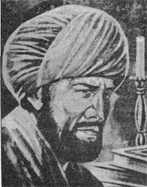
أحمد بن الجزار

## وفيات
- أبو سهل الصعلوكي
- أبو عبد الله الروذباري
- ابن زهرون
- عريب بن سعيد القرطبي
- أحمد بن الجزار